# Izajos
Izajos (gr. Ἰσαῖος, Isaios; także jako Izeusz z Chalkis) – jeden z oratorów attyckich zgodnie z kanonem aleksandryjskim. Urodzony na wyspie Eubea jako syn Diagorasa w czwartym wieku p.n.e. Był studentem Izokratesa w Atenach pobierając u niego nauki. W starożytności znano 64 oracje podpisane jego imieniem, nie wszystkie były jednak rozpoznane jako autentyczne. Zaledwie 12 z nich przetrwało do naszych czasów, w tym jedna częściowo. Zaliczany do kanonu 10 najwybitniejszych mówców greckich.
Według Hermogenesa Izajos prezentował niemal najpiękniejszy styl polityczny, zawierający więcej elegancji od stylu Lizjasza, którego - zdaniem Hermogenesa - znacznie przewyższał.